# 新田政義
新田 政義（にった まさよし）は、鎌倉時代中期の武将。鎌倉幕府御家人。新田義房の長男。新田宗家4代当主。新田義貞の高祖父に当たる。

## 経歴
父・義房が祖父・義兼に先立ち34歳で没したため、政義は義兼の後見を受け、13歳で新田氏総領となる。同時に、高齢に達した曾祖父・義重も出家して存命であったため、義兼と共に政義後見役を務めた。建仁2年（1202年）に義重が、元久4年（1206年）に義兼が没すると、祖母である新田尼が引き続き後見役を務めた。
新田尼が義兼から女子一期分相続した所領の大部分（新田荘内）を岩松時兼に相続させたために、政義の家督相続時点の所領は比較的少なかったとされている。政義は、執権北条氏と累代にわたる姻戚関係で有力御家人となった同族・足利義氏の娘を娶った。

### 没落事件
仁治3年（1242年）4月、幕府から預けられていた囚人に脱走され、過怠料として三千疋を納めた。寛元2年（1244年）6月、京都大番役として在京していた政義は幕府に無許可で昇殿と検非違使への任官を求めた。
無許可任官は幕法に違反する行為であるため、幕府との騒動を怖れる朝廷に拒否される。政義は幕府や朝廷に無許可で出家し、大番役を中止して新田荘に帰り幕府への出仕を拒否した。
無許可の任官や自由出家は所領を没収されるような罪であったにもかかわらず、妻の実家足利氏の働きかけがあったのか、所領の一部と惣領職を没収されたのみの寛大な処置で済んだ。政義は円福寺を創建して隠居した。
新田氏惣領職は庶家の世良田義季と岩松時兼らに分けられ、「半分惣領」として両者が新田氏を率いることとなった（まもなく義季の子頼氏と時兼の子経国らが家督を継いだ）。
正嘉元年（1257年）に71歳で没し、長男の政氏が父の後を継いだ。墓は、自らが開基した群馬県太田市の円福寺にある。
政義の軽挙妄動により、新田氏の没落は決定的となり、新田本宗家は一地方御家人に零落した。